# Álvaro Dalmar
Álvaro Chaparro Bermúdez (Bogotá, 7 de marzo de 1917 - Bogotá, 18 de mayo de 1999) más conocido como Álvaro Dalmar fue un cantante y compositor colombiano de música andina.

## Biografía
Nació el 7 de marzo  de 1917 hijo de José Chaparro Zambrano y Tránsito Bermúdez Otálora. Desde muy pequeño aprendió a tocar el tiple y la guitarra, al poco tiempo se convirtió en el bandolista de la capital.

## Trayectoria
En 1936 conforma un grupo con Jorge Beltrán, Pablo y Rafael Niño llamado los "Cuatro Diablos", este se presentó en la "Voz de la Víctor" y en la emisora de Jorge Añez. Su primera composición fue el bambuco "El Diablito", que posteriormente fue grabado por Manuel Astudillo en Nueva York.
En 1939 continúa sus estudios musicales en el conservatorio Juilliard de Nueva York. Alternaba sus estudios actuando en el Hour Glass con el trío conformado por la cubana Nina Franco y el colombiano Alejandro Giraldo.
Se graduó en 1946 e hizo su primera presentación como guitarrista clásico en el Town Hall. En este año ingresó al cabaret Mexican Hay Ride, donde se presentó por varios días. Según Dalmar "fue su mejor época artística". También se vinculó al SMC (Spanish Music Center) como director artístico.
En los años 1950, compone especialmente para Carlos Julio Ramírez, de estas composiciones nacieron canciones que tuvieron éxito en Colombia  como Bésame, morenita siendo este su tema más representativo. En esta misma época compuso temas para Alfredo Sadel, como Un beso de amor,  Lágrimas y  Todito el año. Este mismo año sus boleros hicieron historia en la época dorada con el Trío Dalmar.
En 1951 colaboró en la musicalización de una película de Columbia Pictures, "Las Maravillas de Manhattan". Después de vivir varios años en Nueva York, organizó una orquesta y se estableció en Las Vegas, fue contratado por Columbia Pictures para musicalizar varios cortometrajes.

## Sencillos
Estas canciones tuvieron gran popularidad en Colombia
- Bésame morenita
- La carta
- Por un huequito del cielo
- Compadre no me hable de ella
- No me lo niegues
- Ojos
- Te quiero solo a ti
- Que más quiere pedirme
- Reina del mar
- Cobarde
- Divino milagro
- Bella Quindiana
- Arrejuntaditos
- Falsas promesas
- El patriarca
- Ya ves que no estoy llorando
- El alcalde de fosca
- Reflejos
- Llevo una pena en el alma
- Soldado Colombiano
- Mamá Tancho
- El titibiseño
- Sigo pensando en ti
- Feliz aniversario

## Composiciones
- Por un beso de amor (Alfredo Sadel)
- Todito el año (Alfredo Sadel)
- Lágrimas (Alfredo Sadel)
- Amor se escribe con llanto (Felipe Pirela)
- Di que no me quieres (Los Hermanos Martínez)
- Angustias (Los Hermanos Martínez)
- Cosas cositas (Orquesta Aragón)
- Me desperté sin ti (Los Hermanos Martínez)
- Cartagena Señorial (Paulino Nieto)
- Lindo soy yo (Alfredo Sadel)
- Padrenuestro (María América Samudio)
- Ave María (María América Samudio)
- Feliz Cumpleaños (María América Samudio)
- Reina del mar (Trío Dalmar)
- Orgullosa (Carlos Ramírez)
- Bésame Morenita (Nelson Pinedo, Pedro Infante, entre otros)

Siguió componiendo canciones románticas hasta el día de su muerte.